# Полянський Артем Ігорович
Арте́м І́горович Поля́нський (25 січня 1998, Браїлів, Жмеринський р-н, Вінницька область — 9 травня 2022, Бахмут, Донецька область) — солдат Збройних сил України, учасник російсько-української війни. Нагороджений орденом «За мужність» ІІІ ступеня (посмертно).

## Житєпис
Артем народився 25 січня 1998 року в селищі Браїлів на Вінниччині в сім'ї вчителів.
Навчався у Браїлівській школі ім. Володимира Забаштанського.
За 2 дні до початку повномасштабного вторгнення росії на територію України Полянський підписав контракт з ЗСУ. Служив як оператор протитанкових керованих ракет у 80-тій десантно-штурмовій бригаді від військової частини А 0284, виконуючи свій службовий обов‘язок по захисту Батьківщини від російських загарбників.
Разом із побратимами брав участь у стримуванні агресії ворога на околицях фортеці в селах Білогорівка та Лиман.
8 травня 2022 року під час здійснення розвідувальної операції, Артем втратив зв‘язок із бригадою та попав під осколок мінометного вибуху.
Наступного дня 9 травня 2022 року об 10:30 зупинилося серце Артема у відділенні реанімації бахмутської багатопрофільної лікарні.
Його побратими і командир зазначили, що він був людиною надійною, відважною та хороброю з надлюдськими стійкістю, впевненістю, відданістю своєму обов‘язку, з великим та добрим серцем.
Похований 15 травня 2022 року на «Козачівському» кладовищі в с. Браїлів Жмеринської міської ТГ Жмеринського району.
Без Артема залишилися дружина Валентина, батьки Ігор та Наталя, брати — Ігор та Олександр.

## Нагороди
- Орден «За мужність» ІІІ ступеня (4 червня 2022, посмертно) — за особисту мужність і самовіддані дії, виявлені у захисті державного суверенітету та територіальної цілісності України, вірність військовій присязі[6][7].

## Вшануваня пам'яті
14 жовтня 2022 року у браїлівської школи ім. Володимира Забаштанського вшанували пам'ять Героя його батьки та рідні спільно з представниками влади та адміністрацією школи. На будівлі школи розмістили пам'ятну дошку, де навчався Герой України.